# Fête des Vignerons
La Fête des Vignerons («fiesta de los viticultores») es una fiesta tradicional dedicada a la viticultura que tiene lugar en Vevey, en Suiza, cada 20 años.
Ha sido organizado por la Confrérie des Vignerons (Hermandad de Viticultores) en Vevey desde 1797. El comité organizador es libre de elegir con qué frecuencia se celebra el festival, pero el número máximo de veces es cinco veces en un siglo. Hasta ahora, el intervalo entre dos festivales ha variado entre 14 y 28 años. El festival más reciente tuvo lugar en julio y agosto de 2019, 20 años después del anterior (1999).
El festival celebra la producción del vino en Suiza; Muchas actuaciones tienen lugar en el mercado cerca de la costa del lago Léman, y las festividades también tienen lugar en la ciudad misma. Desde 2016, la Fête des Vignerons ha sido incluida en el patrimonio cultural inmaterial de la UNESCO.
La edición 2019 del festival se recomendó como uno de los «destinos más emocionantes del mundo» según National Geographic, y uno de los «lugares a los que ir en 2019» según The New York Times. Además de figurar en la lista «Dónde ir en 2019» de The Guardian.

## Historia

### Orígenes
El objeto más antiguo que atestigua la existencia de la Confrérie des Vignerons (Hermandad de los viticultores), una copa, data de 1618. Los abades-presidentes (presidentes del Consejo de la Hermandad) suelen ser notables, miembros de los ayuntamientos, abogados, notarios o jueces.
A finales del siglo XVIII, la Hermandad, que estaba compuesta por terratenientes burgueses, decidió recompensar el trabajo de los viticultores más merecedores. Si bien en ese momento era más común reprender a las personas negligentes y perezosas, decidieron valorar los esfuerzos realizados para mejorar los métodos de cultivo. Los expertos de la Hermandad señalan, juzgan y clasifican a los viticultores. Así nacería una ceremonia de coronación de los mejores trabajadores que están en el origen de la celebración. Luego tuvo lugar en forma de procesión.
En 1797, en la Place du Marché en Vevey, se erigió una plataforma con dos mil asientos. Bajo la presidencia del abad-presidente Louis Levade, este primer espectáculo se llevó a cabo el 9 de agosto de 1797. Para realzar la ceremonia, se crea un espectáculo que consiste en una procesión y una representación teatral dividida en cuatro estaciones presididas por las deidades paganas: Pales, Baco y Ceres.

### sigloXIX

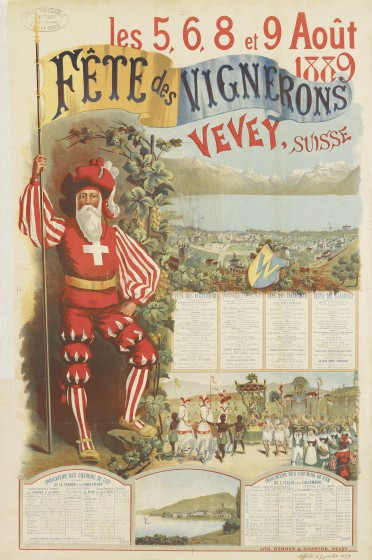
Cartel de la Fête des Vignerons de 1889

Debido a los disturbios de la Revolución Vaudoise, tras las Guerras Napoleónicas, los años siguientes no permitieron una nueva celebración. Se necesitarían veintidós años, en 1819, para organizar una nueva celebración. La celebración de 1819 tuvo lugar del 5 al 6 de agosto bajo la presidencia del mismo abad-Presidente que la anterior. Alrededor de 730 actores e intérpretes participaron en una arena de 2.000 asientos. Cuando el cantón de Vaud se unió recientemente a la Confederación, el tema de esta primera celebración del siglo XIX glorifica la tradición y el patriotismo (se canta por primera vez el Ranz des vaches).
La 3ª edición de la Fête des vignerons tuvo lugar del 8 al 9 de agosto de 1833 bajo la dirección del abad-presidente Vincent Doret. Alrededor de 780 actores e intérpretes participaron en una arena de 4000 asientos bajo la dirección del maestro de danza David Constantin, en una música escrita por Samuel Glady (además de las canciones del repertorio tradicional, esta edición es la primera en presentar una composición original) y en trajes diseñados por Theophile Steinlen.
En 1851, la 4ª edición de la Fête des vignerons se celebró del 7 al 8 de agosto bajo la dirección del abad-presidente François Déjoux. Es la primera celebración cuya música está completamente compuesta para la ocasión (por François Grast) y, por lo tanto, forma una unidad estilística. Alrededor de 900 actores e intérpretes participan en una arena de 8.000 asientos bajo la dirección del director Benjamin Archinard. Esta es la primera vez que marcha la antigua tropa suiza, previamente destinada a supervisar la procesión.
También fue François Grast quien compuso la música para la próxima Fête des vignerons, que tuvo lugar del 26 al 27 de julio de 1865 y fue dirigida por el abad-presidente Louis Bonjour. Alrededor de 1200 actores e intérpretes participaron en una arena de 10.500 asientos bajo la dirección del maestro de baile Benjamin Archinard, como en el festival anterior, y Pierre Lacaze (vestuario y puesta en escena). A medida que la celebración creció, fue deficitaria y tuvo que depender de una suscripción pública para un tercio de su presupuesto.
Del 5 al 9 de agosto de 1889, se celebró la 6.ª edición de la Fête des vignerons bajo la dirección del abad-presidente (y ex presidente de la Confederación) Paul Ceresole. En esta ocasión, el espectáculo es organizado por Ernest Burnat con la música de Hugo de Senger y reúne a 1.379 actores e intérpretes en una arena de 12.000 asientos. Esta es la primera vez que Ranz des vaches es interpretada por un solista, Placid Curtat, y no por un coro del armaillis. La actuación altamente aclamada del solista muestra la función simbólica de esta canción en el festival y establece el vínculo estrecho entre Vevey y las alturas del distrito de Veveyse y el de Gruyère.

### sigloXX

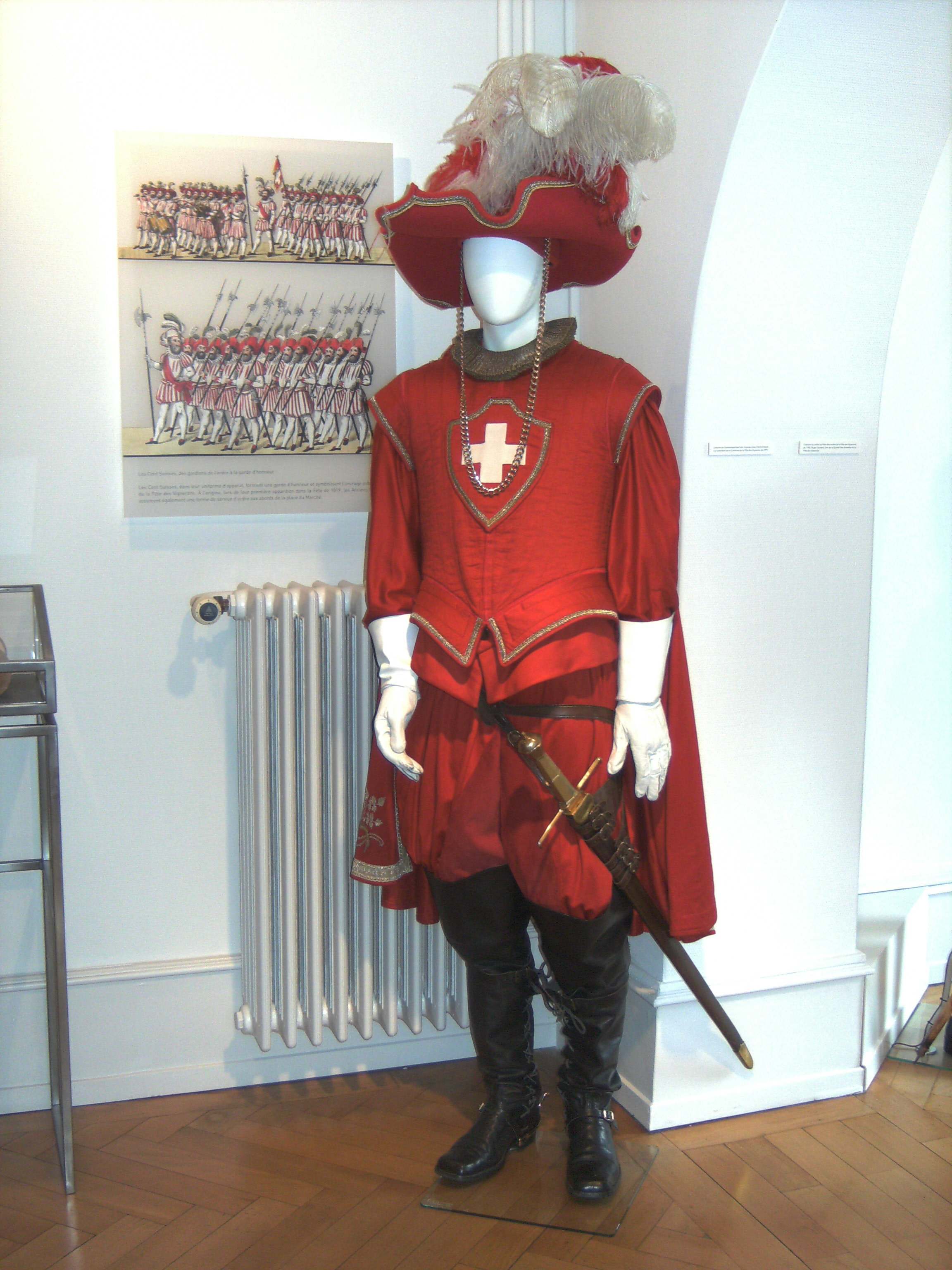
Traje suizo antiguo, 1999

La 7ª edición de la Fête des vignerons tuvo lugar del 4 al 9 de agosto de 1905. Bajo la dirección del abad-presidente, el consejero nacional radical Emile Gaudard, fue dirigida por René Morax (también autor del libreto) sobre música compuesta por Gustave Doret. Es la primera celebración que debe su folleto a una sola persona y se distingue de las anteriores por el hecho de que la procesión se convierte en un elemento secundario. También es la primera celebración que no restringe la participación de mujeres y niñas. Unos 1.800 actores e intérpretes participaron en una arena con 12.500 asientos.
Del 1 al 9 de agosto de 1927, la 8ª edición de la Fête des vignerons se celebró bajo la dirección del mismo abad-presidente que el anterior, Emile Gaudard, entonces delegado de Suiza en la Liga de las Naciones. La producción está dirigida por Edouard Vierne (René Morax rechazó la invitación), reemplazado por A. Durec unas semanas antes del evento, mientras que la música está compuesta como en la celebración anterior de Gustave Doret y el libreto de Pierre Girard. Participaron alrededor de 2.000 artistas, reunidos en una arena de 14.000 asientos inspirada en una ciudad medieval rodeada por una muralla y torres.
En 1955, la Fête des vignerons tuvo lugar del 1 al 15 de agosto bajo la dirección del abad-presidente David Dénéréaz. En un contexto de posibilidades de entretenimiento cada vez mayores, apenas una década después del final de la Segunda Guerra Mundial, la organización se volvió más profesional: fue el primer festival que tuvo un enfoque internacional, más que duplicando su capacidad en comparación con el anterior (el primero las actuaciones no fueron completamente completas, pero se organizaron otras adicionales después de su éxito). El espectáculo fue dirigido por Oscar Eberlé con una música de Carlo Hemmerling y un libreto de Géo H. Blanc. 3.850 artistas participaron en una arena de 16.000 asientos. La edición de 1955 fue la primera en organizar actuaciones nocturnas.
Del 30 de julio al 14 de agosto de 1977, la 10.ª edición de la Fête des vignerons se celebró bajo la dirección del abad-presidente Philippe Dénéréaz. Fue dirigida por Charles Apothéloz con una música de Jean Balissat y un libreto de Henri Debluë. Los decorados y vestuarios fueron diseñados por Jean Monod. 4.250 artistas participaron en una arena de 15.776 asientos organizada alrededor de un gran reloj solar con cuatro puntos cardinales que indican las cuatro estaciones.
La 11.ª edición de la Fête des vignerons tuvo lugar del 29 de julio al 15 de agosto de 1999. Presidido por el abad-presidente Marc-Henri Chaudet, fue dirigido por François Rochaix con música de Jean-François Bovard, Michel Hostettler y Jost Meier. El libreto fue de François Debluë (sobrino del libretista de 1977 Henri Debluë) mientras que Jean-Claude Maret dirigió la escenografía y Catherine Zuber el vestuario. El espectáculo contó con Arlevín, un enólogo que representa a los enólogos coronados (la coronación solo tuvo lugar durante la primera actuación). 5.050 artistas participaron en una arena de 16.000 asientos.  El 11 de agosto, el público pudo ver, durante el espectáculo, el único eclipse solar total de la década.

Modelos de anfiteatros de la segunda mitad del siglo XX.
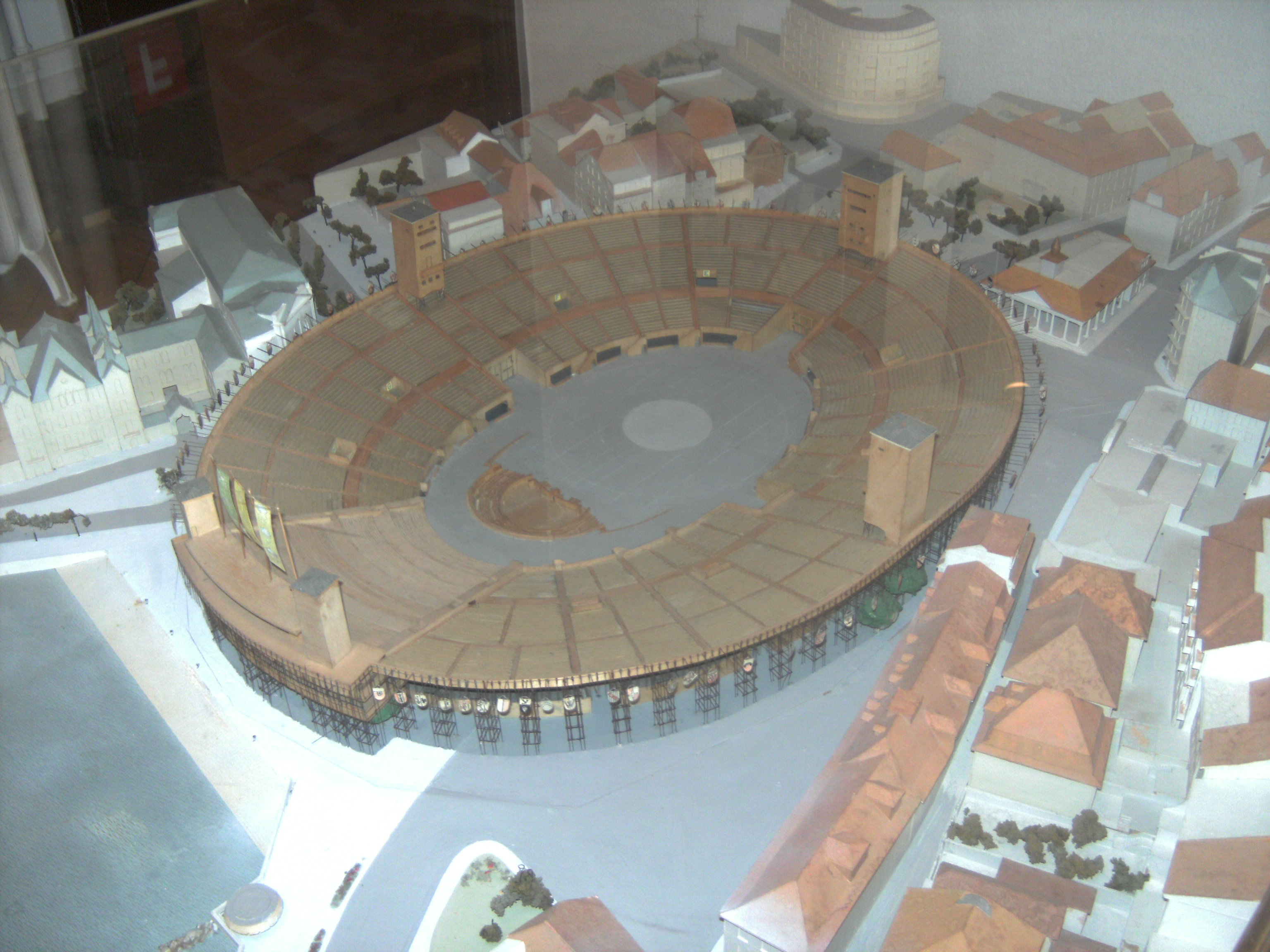
1955
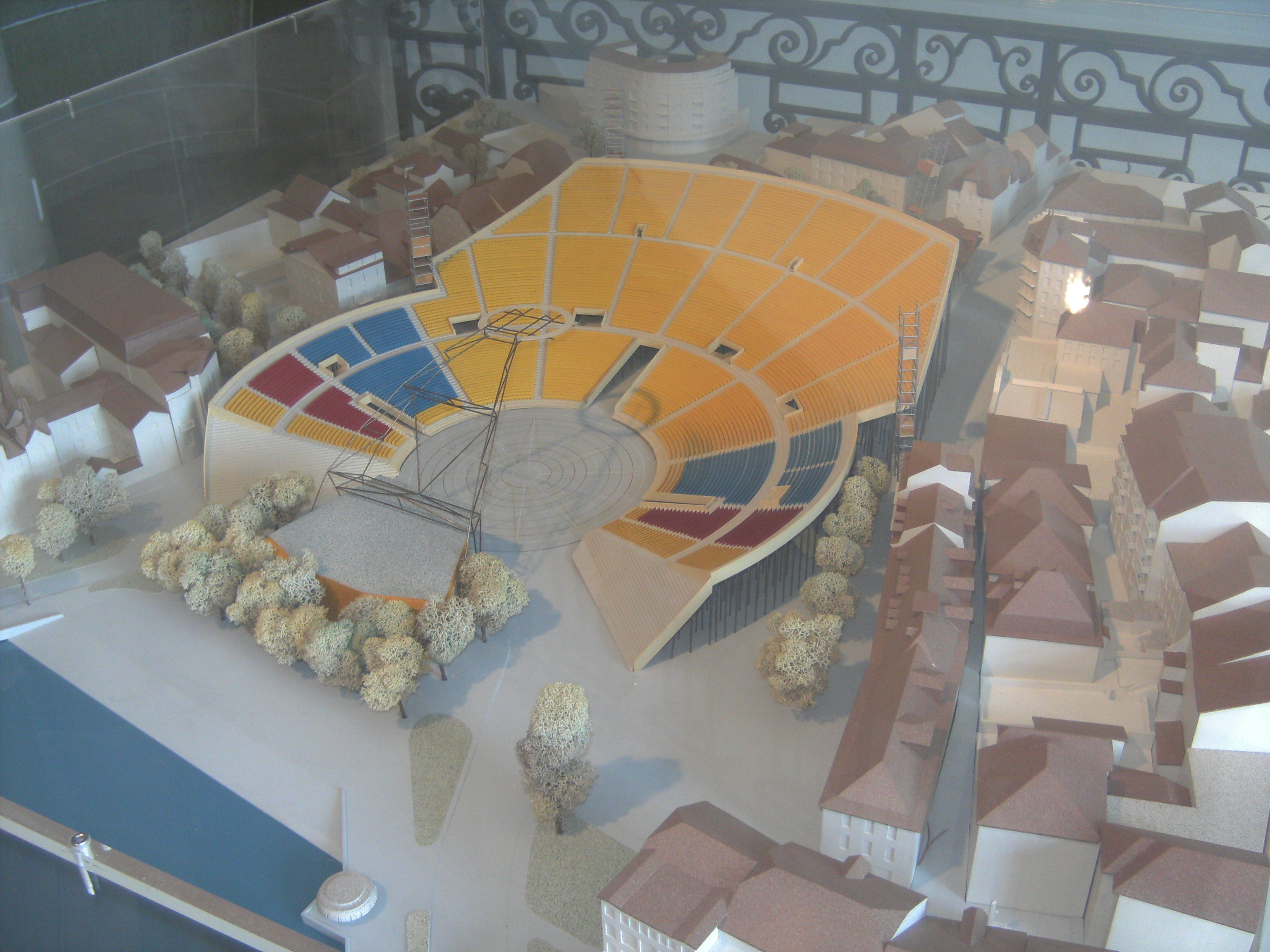
1977
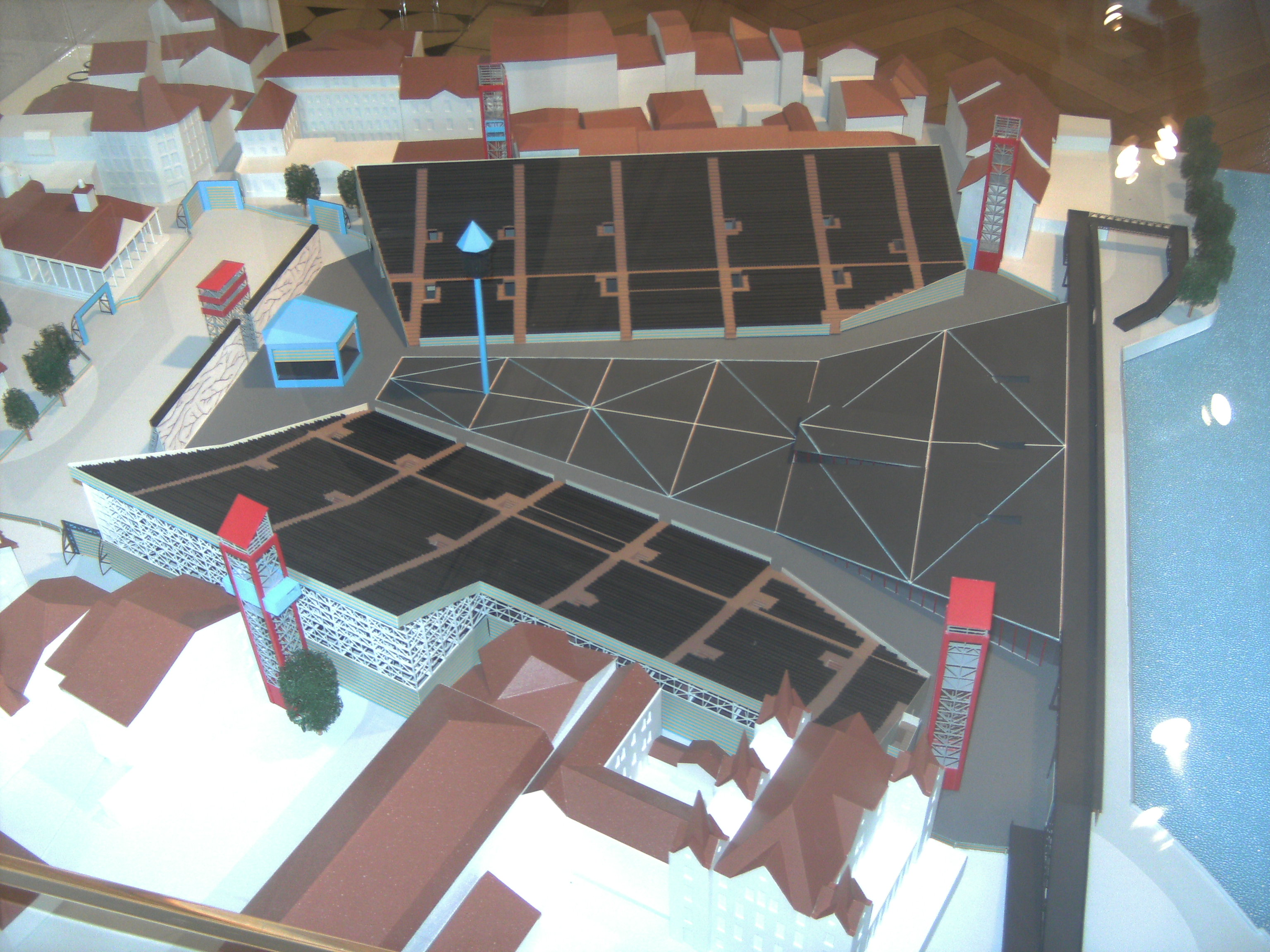
1999

### sigloXXI

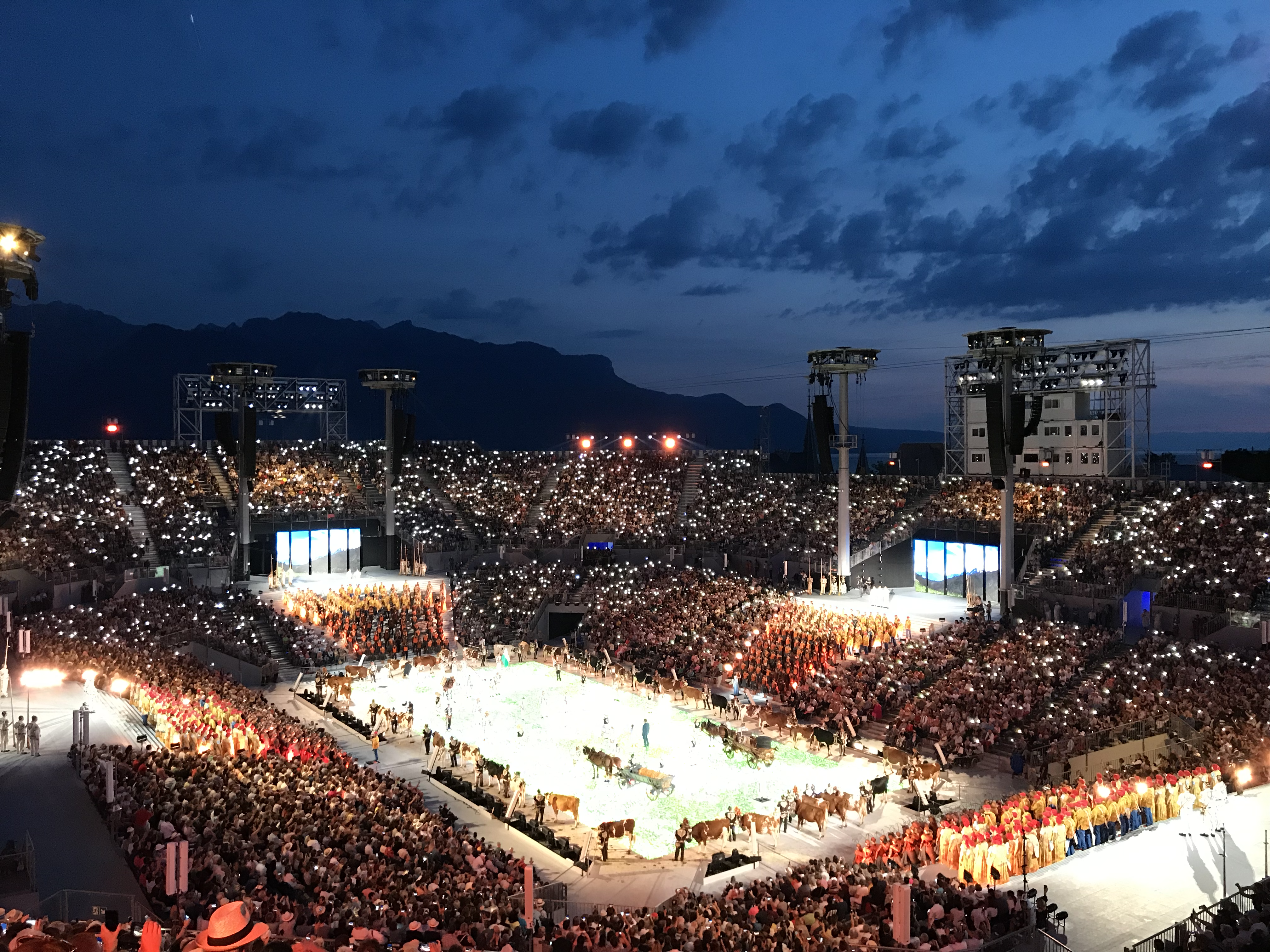
Fête des Vignerons de 2019.

El 1 de diciembre de 2016, la Fête des Vignerons fue agregada a la Lista Representativa de la UNESCO del patrimonio cultural inmaterial de la Humanidad. Es la primera tradición suiza en ser incluida.
La 12.ª edición de la Fête des Vignerons se celebró del 18 de julio al 11 de agosto de 2019. Fue presidida por el abad-presidente François Margot y dirigida por Daniele Finzi Pasca. La música fue compuesta por Maria Bonzanigo (directora musical), Jérôme Berney y Valentin Villard, mientras que el libreto fue obra de Stéphane Blok y Blaise Hofmann. La escenografía fue de Hugo Gargiulo, Bryn Walters fue el coreógrafo y los trajes fueron diseñados por Giovanna Buzzi. Entre los aproximadamente 6,000 actores e intérpretes, había cerca de 1,000 cantantes (coros locales, percusionistas de coro, niños) dirigidos por Caroline Meyer y Céline Grandjean en una arena de 20,000 asientos. La canción tradicional Ranz des Vaches fue interpretada por once armaillis (pastores de vacas tradicionales), en lugar de un solista como se había hecho desde 1889.
El espectáculo de 2019 trazó las actividades de los viticultores a través de las estaciones, visto a través de los ojos y la imaginación de una pequeña niña llamada «petite Julie». La escena de apertura se desarrolla durante la vendimia. El abuelo de Julie está jugando a las cartas y bebiendo vino fuera de la cabaña de los viticultores (conocido localmente como «capite»). Durante el espectáculo, el abuelo de Julie le enseña sobre los misterios de las vides, la belleza del paisaje y la cultura de la elaboración del vino. En repetidas ocasiones se encuentra con los Tres Doctores, dignos payasos locales y expertos de la Fiesta. La realidad se transforma en un mundo de hadas de ensueño a través de la imaginación de Julie y ella es acompañada en sus aventuras por una hermosa libélula.